# Баллибоден
Баллибоден (англ. Ballyboden; ирл. Baile Baodáin) — пригород в Ирландии, находится в графстве Южный Дублин (провинция Ленстер).
Население — 5 193 человека (по переписи 2006 года).
В Баллибодене располагается одна из трёх водосборных станций (две другие в Ballymore Eustace и Roundwood), которые собирают воду с гор Дублин и Уиклоу и снабжают питьевой водой более миллиона человек. План водоснабжения Дублина, принятый в 1996 году, предполагает строительство в пригороде крытого водохранилища ёмкостью 40 миллионов литров.
В 1973 году был основан Баллибоденский приход.
В пригороде основан ряд спортивных клубов, в том числе по футболу, гольфу и боксу.